# Сабадини, Джузеппе
Джузе́ппе Сабади́ни (итал. Giuseppe Sabadini; 26 марта 1949, Саградо) — итальянский футболист, защитник.

## Карьера

### В клубах
Первым клубом Сабадини стала «Сампдория». Сезон 1966/67 он провёл в серии B, остальные 5 в серии A. Всего за генуэзцев в чемпионате Джузеппе сыграл 90 матчей, забив 4 гола. В 1971 году он перешёл в «Милан» и в первых двух сезонах стал двукратным обладателем Кубка Италии и победителем Кубка кубков. На протяжении 7 лет Сабадини был основным игроком клуба и всего в серии A сыграл 161 матч и забил 12 мячей. В «Катандзаро» он выступал не менее хорошо, также сыграв более 100 матчей. В двух последних клубах — «Катании» и «Асколи» Джузеппе на поле появлялся уже гораздо реже, и в итоге завершил карьеру в 1986 году в возрасте 37-ми лет.

### В сборной
В национальной сборной Италии Сабадини дебютировал 31 марта 1973 года в отборочном матче на чемпионат мира против команды Люксембурга. Был в заявке на чемпионат мира, однако на поле так ни разу и не вышел.

## Достижения
«Милан»
- Обладатель Кубка Италии (3): 1971/72, 1972/73, 1976/77
- Обладатель Кубка кубков: 1972/73